# Christopher Hales
Sir Christopher Hales (fallecido en 1541) fue un juez inglés y Maestro de los Rollos.

## Familia
La familia de Hales era muy antigua, derivando su nombre de Hales en Norfolk, donde el antepasado del padre de Roger de Hales (1274-1313), Ralph de Hales, también llamado Roger de Hales, poseía propiedades en el reinado de Enrique II. Antes del final del reinado de Eduardo III, se había trasladado a Kent y se había establecido en Halden cerca de Tenterden. El desafortunado Robert de Hales era de esta familia.
Christopher Hales era hijo de Thomas Hales. Su madre era Alicia, una de las cuatro hijas y coherederas de Humphrey Eveas. Recibiendo su educación legal en Gray's Inn, ascendió a ser un anciano en 1516, y Lector de Otoño en 1524.

## Carrera
El 14 de agosto de 1525, sucedió a Richard Lyster como procurador general para Inglaterra y Gales, y se convirtió en fiscal general el 3 de junio de 1529. Durante sus siete años en este cargo, llevó a cabo los procedimientos contra varias personas ilustres que habían incurrido en el desagrado del rey. Enjuició a Thomas Wolsey mediante una acusación a la que el cardenal no presentó defensa; apareció por el rey contra Sir Tomás Moro y John Fisher en su último juicio; y los juicios de la Reina Ana Bolena y aquellos acusados de estar implicados con ella ocurrieron durante los últimos meses de su mandato oficial.
Con la elevación de Thomas Cromwell al cargo de Lord Privado del Sello, Hales lo sucedió como Maestro de los Rollos el 10 de julio de 1536, y retuvo el cargo durante los cinco años restantes de su vida, habiendo recibido el honor de caballero poco después de su nombramiento.
En 1540, se asoció con Thomas Cranmer, el Canciller Lord Rich y otros comisionados en la tarea de remodelar la fundación de la Catedral de Canterbury, expulsando a los monjes y reemplazándolos con clérigos seculares. Se benefició en gran medida por la disolución de los monasterios, obteniendo muchas concesiones de tierras que les habían pertenecido en Kent.
Hales falleció en junio de 1541, y fue enterrado en Hackington o St. Stephen's, cerca de Canterbury. El único hijo de Hales, John, murió en 1546, y las hijas de Hales se convirtieron en sus coherederas.

## Matrimonio e hijos
Hales se casó con Elizabeth Caunton, hija de John Caunton, un concejal de Londres, con quien tuvo un hijo, John, quien falleció a la edad de catorce años en 1546, y tres hijas:
- Elizabeth Hales, quien se casó primero con John Stocker y luego con Sir George Sydenham. Su hija Elizabeth, nacida alrededor de 1562, se convirtió en la segunda esposa de Sir Francis Drake.
- Margaret Hales, quien se casó primero con Lewis West, segundo con Ralph Dodmore, y tercero con William Horden de Kent.
- Mary Hales, quien se casó primero con Alexander Culpeper y luego en 1554 con Thomas Arundell.